# Guo (Zhenzong)
Guo, född 975, död 1007, var en kinesisk kejsarinna, gift med kejsar Song Zhenzong. 
Guo var den andra dottern till Guo Shouwen, sändebud för Xuanhui South Academy. 
991 valdes hon ut av kejsaren till att bli den främsta gemålen till tronföljaren. Hon födde 995 prins Guo Zhao Xuanyou.
I mars 997 besteg hennes make tronen som kejsar Song Zhenzong, och i maj registrerades hon i egenskap av hans främsta gemål titeln kejsarinna. Kejsaren hade då utan framgång försökt ge sin favoritkonkubin Liu titeln. Guo hade inget inflytande på kejsaren, som föredrog sin konkubin Liu. 
Guo beskrivs som ödmjuk och spartansk och ogillade extravagans: när familjen Guo besökte palatset, och deras kläder var extravaganta, var Guo känd för att tillrättavisa dem. I enlighet med sed fick dock hennes familj ändå inflytande: Guo Chongren, kejsarinnan Guos yngre bror, utsågs till Zhuangzhais sändebud och guvernör i Kangzhou, och hennes brorsöner Guo Chengqing och Guo Chengshou flyttade båda till hovet. 
I april 1007 följde hon med på en rundtur i Xijing, och efter att ha återvänt till palatset dog hon av sjukdom vid trettiotvå års ålder.